# 浮岩

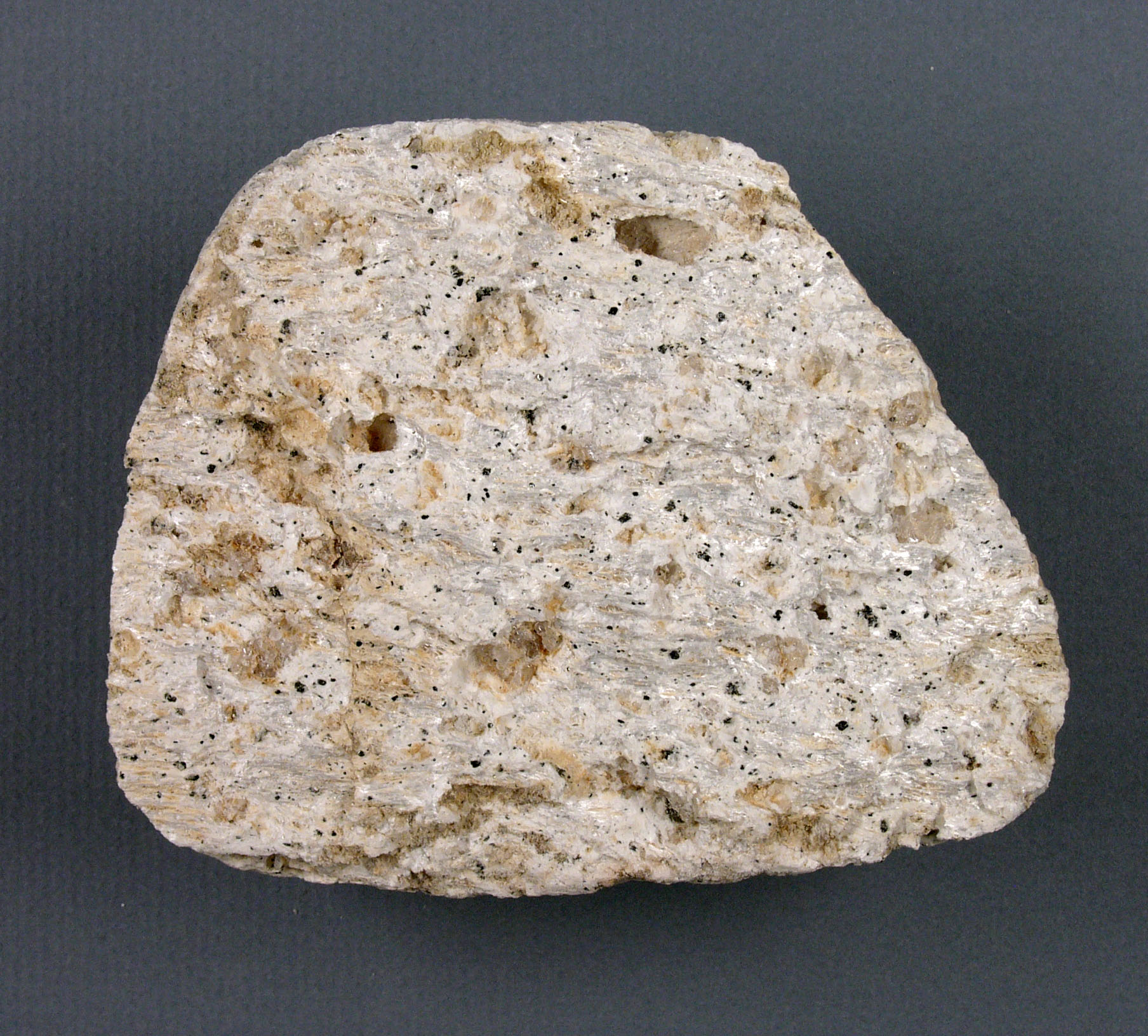
浮岩

浮岩，亦作浮石或火山石，是一种多孔的火山碎屑岩，一般为流纹岩质或安山岩质，气孔的体积几乎能占总体积的70%以上，所以比重小，气孔之间只有极薄的玻璃质连接，所以即使放到水中也能漂浮，也被称为浮石。

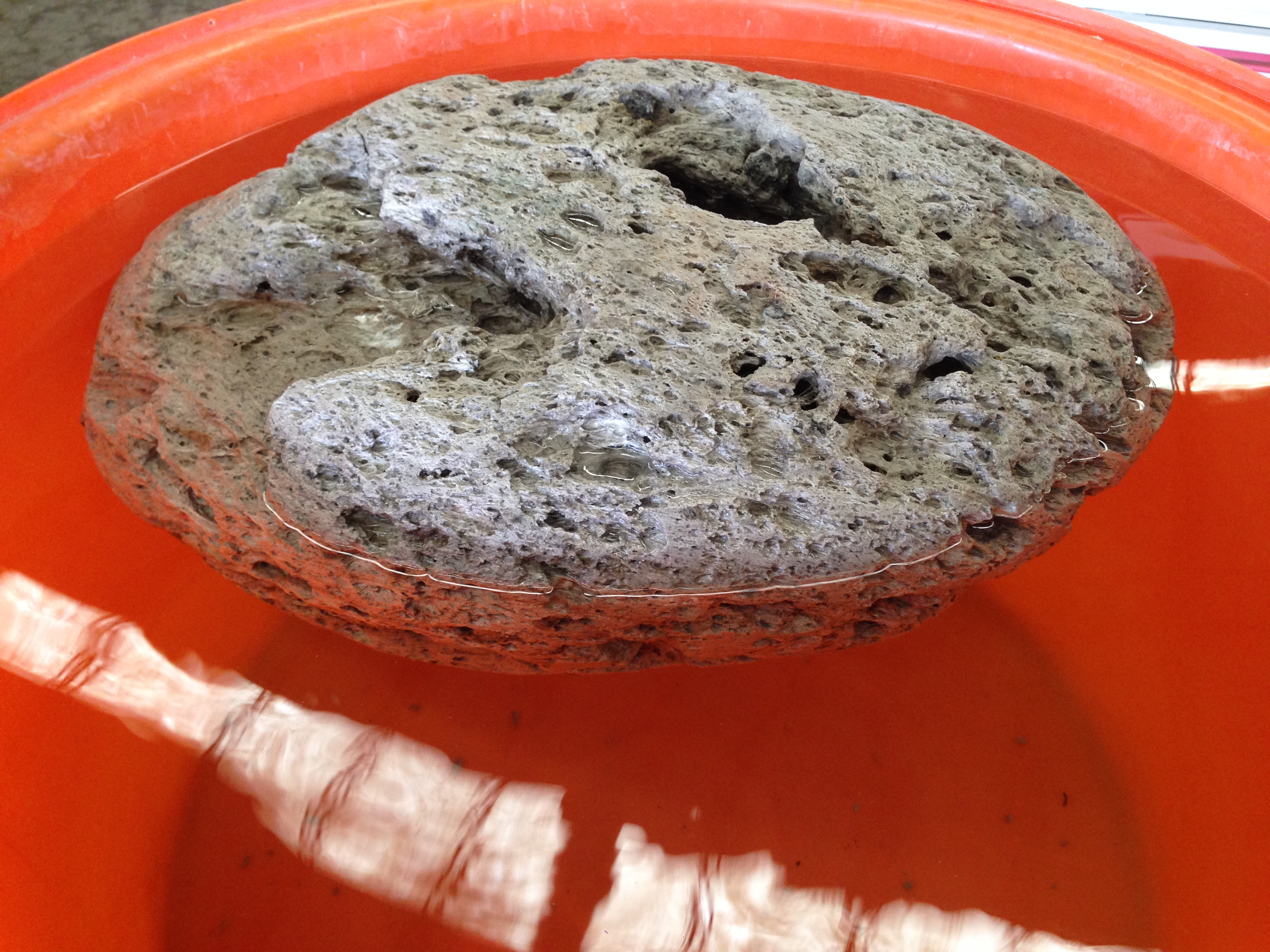
漂在水面的浮石。

浮岩一般颜色浅，多为白色或浅灰色，无光泽，其成分为65%-75%为二氧化硅，9%-20%为三氧化二铝。在工业应用中可以作为滤器、干燥器、催化剂、磨料等，如用其做混凝土具有隔热、隔音的功能，且重量大为减轻。
浮石能藉由穩定的土地侵蝕進入海洋，也能藉由急性火山噴發。印度尼西亞的坦博拉火山於1815年爆發時向海洋噴發了大量浮石，甚至船隻在幾年後還遇到漂浮的浮石。

## 用途
浮岩普遍用於建築、園林、紡織及製衣等行業。
牛仔褲為了製造出褪色舊化效果，會將浮岩和牛仔褲放入打磨缸，以旋轉的方式對牛仔褲進行造舊，是為「石磨水洗牛仔裤」，牛仔褲的流行導致浮岩的大量開採，對環境造成破壞。近年牛仔褲生產商開始使用纤维素酶進行代替浮岩。

## 外部連結
- University of Oxford image of pumice. （页面存档备份，存于）
- Analytical identification of a single source pumice from Greek shores and ancient sites in the Levant （页面存档备份，存于）
- On the occurrence of a pumice-rich layer in Holocene deposits of western Peloponnesus, Ionian Sea, Greece. A geomorphological and geochemical approach.
- GeneralPumiceProducts.com
- Hess Pumice （页面存档备份，存于）